# Mieczysław Kuliński

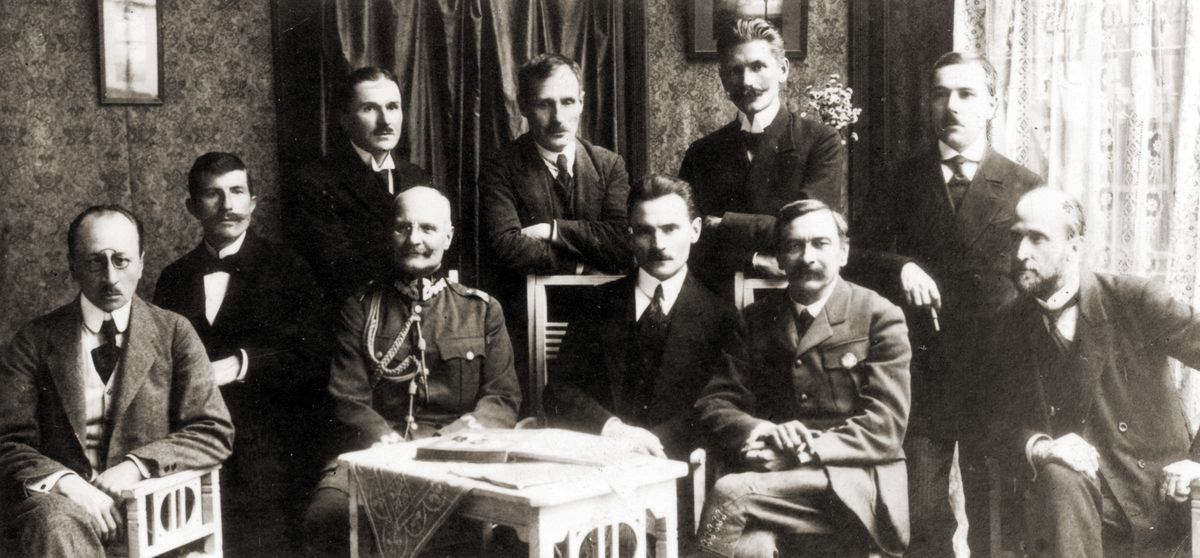
Delegacja polska na rokowania o zawieszeniu broni i zawarciu pokoju z Rosją Sowiecką 1920. Od lewej siedzą: Władysław Kiernik, gen. Mieczysław Kuliński, Jan Dąbski, Stanisław Grabski, Leon Wasilewski. Stoją: Michał Wichliński, Witold Kamieniecki, Norbert Barlicki, Adam Mieczkowski, Ludwik Waszkiewicz.

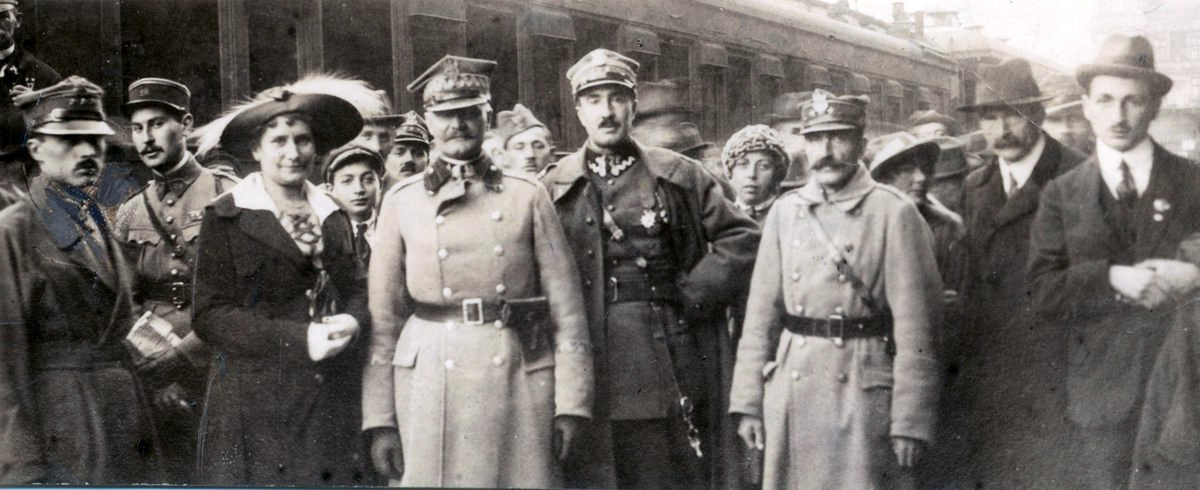
Delegacja Wojska Polskiego na rokowania ryskie. W środku gen. Mieczysław Kuliński

Mieczysław Kuliński (ur. 22 października 1871 w Wicyniu, zm. 22 czerwca 1958 w Krakowie) – generał dywizji Wojska Polskiego, kawaler Orderu Virtuti Militari.

## Życiorys
Od 1892 oficer zawodowy austriackiej piechoty. Był absolwentem Akademii Sztabu Generalnego w Wiedniu. Przeszedł kolejne stanowiska liniowe i sztabowe. Podczas I wojny światowej dowodził batalionem, a potem pułkiem na froncie rosyjskim.
Z dniem 1 listopada 1918 został przyjęty do Wojska Polskiego z zatwierdzeniem posiadanego stopnia pułkownika i mianowany dowódcą Okręgu Wojskowego „Tarnów”. Od stycznia 1919 dowodził brygadą piechoty w Grupie Operacyjnej „Bug”, walcząc z Ukraińcami i odnosząc znaczące sukcesy taktyczne. 17 kwietnia 1919 objął stanowisko pierwszego zastępcy szefa Sztabu Generalnego.
1 stycznia 1920 Józef Piłsudski, jako Naczelny Wódz, mianował go członkiem Kapituły tymczasowej orderu „Virtuti Militari” i nadał mu Krzyż Srebrny tego orderu.
1 maja 1920 został zatwierdzony z dn. 1 kwietnia w stopniu generała podporucznika. W dniach 29–30 lipca 1920 dowodził w zastępstwie 1 Armią. We wrześniu–październiku 1920 uczestniczył w rozmowach polsko-sowieckich w kwestii zawieszenia broni w wojnie polsko-bolszewickiej jako przedstawiciel Naczelnego Dowództwa. 2 czerwca 1921 otrzymał nominację na stanowisko dowódcy Okręgu Generalnego „Warszawa”. W listopadzie DOG „Warszawa” zostało przeformowane w Dowództwo Okręgu Korpusu Nr I w Warszawie. W kwietniu i maju 1922 był słuchaczem kursu wyższych dowódców we Francji. 3 maja 1922 zweryfikowano go w stopniu generała dywizji ze starszeństwem z dniem 1 czerwca 1919.
26 marca 1923 został zwolniony – na własną prośbę, ze względu na stan zdrowia – ze stanowiska dowódcy OK I, ale 15 listopada otrzymał nową nominację – na funkcję dowódcy Okręgu Korpusu Nr V w Krakowie.
Przeciwstawiał się atakom Józefa Piłsudskiego kierowanym przeciwko kadrze oficerskiej z byłej armii austriackiej. Podczas przewrotu majowego w 1926 opowiedział się za rządem, co przekreśliło jego karierę. 28 maja 1926 został zwolniony  ze stanowiska dowódcy DOK V i przeniesiony – najpierw do dyspozycji ministra spraw wojskowych, a z dn. 31 października – w stan spoczynku. Osiadł w Warszawie.
Po przejściu w stan spoczynku czynnie wspierał endecję – współpracował z Romanem Dmowskim. Działał w Obozie Wielkiej Polski. Po II wojnie światowej, od 1945 znajdował się we władzach naczelnych PCK. Pracował społecznie także w innych dziedzinach. Był jednym z nielicznych generałów Wojska Polskiego II RP, który otrzymał emeryturę wojskową w Polsce Ludowej. W ostatnich latach życia mieszkał w Krakowie, gdzie zmarł.
Mieczysław Kuliński był żonaty z Emilią z Hubisztów. Miał z nią córkę, Władysławę Annę Około-Kułak (ur. 17 grudnia 1907 we Lwowie), która – będąc sanitariuszką – poległa w Powstaniu Warszawskim.

## Ordery i odznaczenia
- Krzyż Srebrny Orderu Wojskowego Virtuti Militari (1920)[2][8]
- Krzyż Komandorski Orderu Odrodzenia Polski (2 maja 1922)[9][8][10]
- Krzyż Walecznych – trzykrotnie[8]
- Oficer Orderu Legii Honorowej (do 1921, Francja)[11]
- Wielki Oficer Orderu Korony Rumunii[8]
- Wielki Oficer Orderu Gwiazdy Rumunii (Rumunia, zezwolenie w 1922)[12]
- Wielki Oficer Orderu Korony Włoch (Włochy, zezwolenie 15 lutego 1923)[8][13]
- Kawaler Orderu Leopolda (Austro-Węgry)[8]
- Order Korony Żelaznej III Klasy (Austro-Węgry)[8]
- Krzyż Zasługi Wojskowej z mieczami (Austro-Węgry)[14]
- Brązowy Medal Zasługi Wojskowej na czerwonej wstędze (Austro-Węgry)[14]
- Odznaka za Służbę Wojskową III klasy (Austro-Węgry)[14]
- Medal Jubileuszowy Pamiątkowy dla Sił Zbrojnych i Żandarmerii (Austro-Węgry)[14]
- Krzyż Jubileuszowy Wojskowy (Austro-Węgry)[14]
- Krzyż Pamiątkowy Mobilizacji 1912–1913 (Austro-Węgry)[14]